# Кемайкин, Фрол Сергеевич
Фрол Сергеевич Кемайкин (1928—2011) — Герой Социалистического Труда, первопроходец Михайловского месторождения: 10 июня 1960 года поднял первый ковш железной руды.

## Биография
Родился 28 августа 1928 года в селе Папулево Ичалковского района Мордовской АССР.
В 1943 году работал в сельской кузнице. В 1948 году Фрола Кемайкина призвали на действительную службу — четыре года отслужил на Балтийском флоте. Уволившись в запас, вернулся в колхоз родного Папулево. В 1955 году уехал из Мордовии в Челябинскую область.
Учился на курсах экскаваторщиков, работал в Челябинской области, Джезказганской области Казахстана, Карельской АССР, Курской области. В 1958 году приехал на строительство Михайловского горнообогатительного комбината.
В 1990 году вышел на заслуженный отдых. Был членом Совета ветеранов войны и труда открытого акционерного общества «Михайловский ГОК», город Железногорск.
Умер 6 августа 2011 года в Железногорске.

## Награды и звания
- Герой Социалистического Труда (22 марта 1966).
- Награждён орденом Ленина и медалями, среди которых «За доблестный труд» и «За трудовую доблесть».
- Полный кавалер знака «Шахтерская Слава».
- Почётный гражданин Курской области (2007)[2] и города Железногорска[3].